# Шитович, Ловро

«Латинско-хорватская грамматика» Ловро Шитовича (Grammatica latino-illyrica)

Ловро Шитович (1682, Боснийский эялет, Османская империя (ныне г. Любушки, Босния и Герцеговина — 28 февраля 1729, Шибеник) (ныне Хорватия) — боснийско-хорватский поэт и религиозный писатель. Священник.

## Биография
Родился в мусульманской семье. При рождении был назван Хасаном. Во время Великой Турецкой войны в 1690 году его отец попал в плен и оставил мальчика в качестве залога, пока он не соберёт выкуп.
Хасан, проживая в семье боснийского харамбаши Делии с Динарского нагорья вместе с его детьми, научился читать и писать и принял католическую веру. Его отец, собрав деньги, выкупил сына и отвёз в Любушки. Однако он вскоре бежал из дома и вернулся в дом Делии, который отвёз его во францисканский монастырь в Заострог, где его учили христианской вере. Там он крестился в возрасте 17 лет, заменив своё прежнее имя Хасан на Степан. В 1701 году стал новициатом и получил религиозное имя Ловро.
Окончив монастырскую школу, продолжил учёбу в Италии, где изучал философию и теологию.
С 1708 по 1715 год преподавал философию в Макарска, в 1716 году — в Шибенике, затем в Архиепископской семинарии в Сплите, а в 1724 году вернулся к преподаванию в философской школе в Макарске.
В 1727 году он был назначен старейшиной францисканского хосписа в Сплите.
Умер во время проповеди в Шибенике.

## Творчество
Автор нескольких работ на латинском и хорватском языках.
В Макарске Л. Шитович создал фундаментальную латинско-хорватскую грамматику (Grammatica latino-illyrica), которую опубликовал в Венеции в 1713 году (два более поздних издания вышли в 1742 и 1781 годах), значение которой заключается в том, что Шитович внёс большой вклад в развитие лингвистического словаря на хорватском языке.
Наиболее заметным литературным произведением Шитовича является «Священное Писание Ада» (1727), острая стихотворная песня на эсхатологическую тему. Первая книга францисканской литературы, полностью написанная в стихах.
Посмертно были опубликованы его произведениям «Промышление и молитва» (Promišljanja i molitve, Буда, 1734) и «Список науки христианской» (List nauka krstjanskoga, Матс, 1752), кроме того, его работа на латинском языке «Doctrina christiana et piae aliquot cantilenae» (около 1713).
Л. Шитович — первый францисканский духовный писатель, который написал полное сочинение в стихах. Его произведение о Священных Писаниях в аду религиозного содержания и написано в духе народной поэзии.

## Избранные сочинения
- Grammatica latino-illyrica (1713)
- Doctrina christiana et piae aliquot cantinelae (около 1713)
- Pisna od pakla (1727)
- Promišljanja i molitve (1734)
- List nauka krstjanskoga (1752)

## Память
- В 2009 году перед церковью на родине Л. Шитовичуа ему был установлен памятник.